# Thecadactylus solimoensis
Thecadactylus solimoensis är en ödleart som beskrevs av  Andreas Bergmann och RUSSELL 2007. Thecadactylus solimoensis ingår i släktet Thecadactylus och familjen geckoödlor. Inga underarter finns listade i Catalogue of Life.